# Tadeusz Świerz
Tadeusz Świerz, od 1927 Świerz-Zaleski (ur. 5 kwietnia 1889 w Krakowie, zm. 13 czerwca 1949 w Porębie Wielkiej) – leśnik, taternik, narciarz. Był nadleśniczym w Porębie Wielkiej. Po wojnie został inspektorem Dyrekcji Lasów Państwowych w Krakowie. Autor licznych prac, m.in. O pionowym rozmieszczeniu drzew w Tatrach.

## Życiorys
Walczył w I wojnie światowej w armii austriackiej (dostał się do niewoli rosyjskiej), w II wojnie światowej oraz w obronie Polski we wrześniu 1939.
Taternictwo uprawiał głównie ze swoim bratem Mieczysławem i Władysławem Kulczyńskim. Członek Klubu Kilimandżaro.
Syn Zofii i Leopolda Świerza.